# Ambassade d'Algérie en Tunisie
L'ambassade d'Algérie en Tunisie est la représentation officielle du gouvernement algérien en Tunisie. Elle se trouve sur la rue du Lac d'Annecy dans la capitale tunisienne.

## Ambassadeurs
- 2012-2019 : Abdelkader Hadjar[1]
- depuis 2019 : Azzouz Baâlal[2]

## Consulats
Il existe trois consulats généraux d'Algérie en Tunisie, à Tunis, Gafsa et Le Kef.